# Johann Miessl von Zeileisen
Johann rytíř Miessl von Zeileisen (uváděn též jako Miesl nebo Mießl) (7. července 1822 Jáchymov – 19. května 1898 Cheb) byl česko-rakouský šlechtic, rakouský státní úředník a politik. Od mládí působil ve státní správě u českého zemského gubernia, později byl dlouhletým okresním hejtmanem v Karlových Varech (1859–1873) a v Chebu (1873–1878). Kromě toho byl v letech 1861–1867 poslancem českého zemského sněmu.

## Životopis

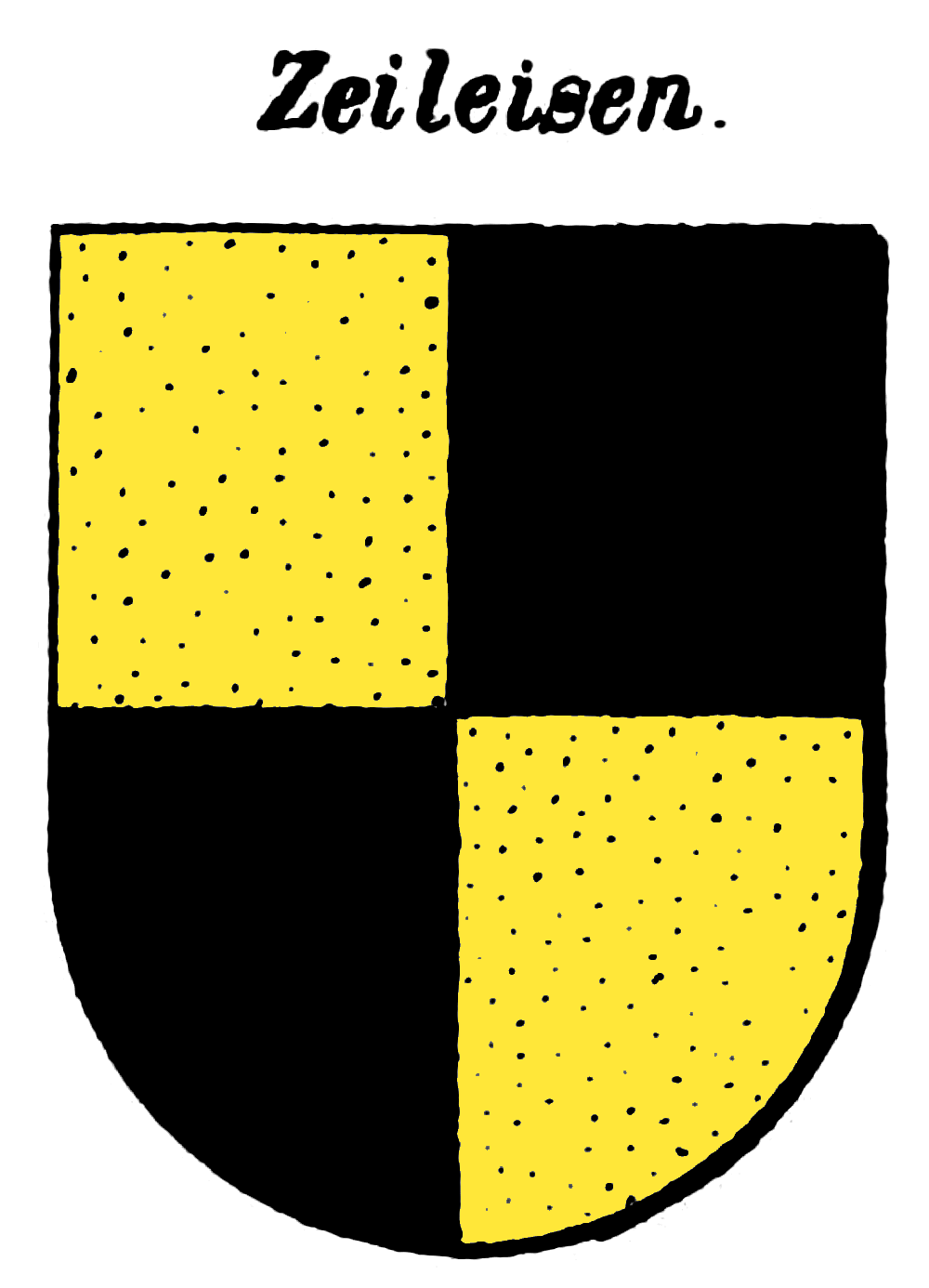
Erb rodu Miesslů ze Zeileisenu

Pocházel ze staré norimberské rodiny usazené od 16. století v Jáchymově. Byl synem lesního adjunkta Alberta Miesla (1792–1847). Do státních služeb vstoupil v roce 1845 jako konceptní praktikant u českého zemského gubernia a od roku 1846 působil u krajského úřadu v Lokti. Po reorganizaci státní správy zastával post okresního komisaře II. třídy v Jablonném v Podještědí (1849–1851) a v Broumově (1851–1855). S titulem krajského komisaře III. třídy působil v letech 1855–1859 u krajského úřadu v Jičíně. 

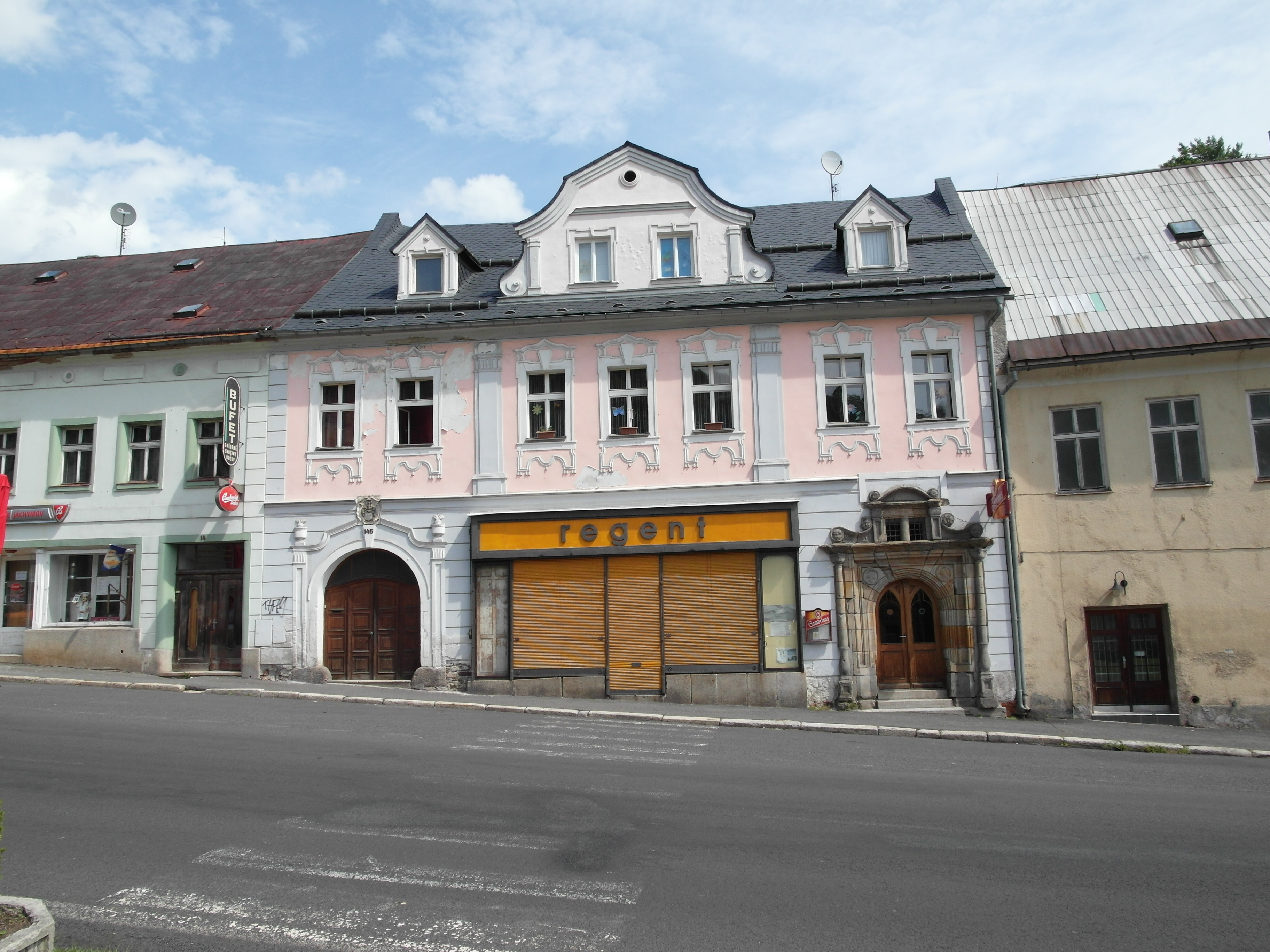
Dům rodiny Miesslů na náměstí v Jáchymově

V letech 1859–1873 byl přednostou okresního úřadu, respektive okresním hejtmanem v Karlových Varech. V roce 1861 byl za venkovskou kurii zvolen do českého zemského sněmu a poslancem zůstal po jedno volební období do roku 1867. V roce 1867 obdržel titul místodržitelského rady a v roce 1873 byl jako okresní hejtman přeložen do Chebu, kde setrval následujících pět let (1873–1878). Od roku 1878 působil na českém místodržitelství v Praze, kde byl v letech 1879–1887 přednostou II. oddělení s kompetencí pro správu vysokých škol a církevních záležitostí. V roce 1887 byl penzionován s titulem dvorního rady. 
Rodina byla nobilitována v roce 1764, takže od narození užíval šlechtický titul Edler von Zeileisen. Za zásluhy byl v roce 1883 povýšen do šlechtického stavu s titulem rytíř. Byl nositelem Řádu železné koruny III. třídy (1883). V zahraničí obdržel pruský Řád koruny a toskánský Řád sv. Josefa. V roce 1878 obdržel čestné občanství ve Františkových Lázních. 
V roce 1863 byl krátce majitelem velkostatku se zámkem Doubí u Karlových Varů, který koupil za 116 000 zlatých, ještě v listopadu 1863 jej ale prodal za 119 000 zlatých.

## Rodina
V roce 1859 se ve Vídni oženil s Aloisií Winklerovou von Forazest (1833–1890), dcerou továrníka Karla Winklera. Z manželství se narodilo šest dětí, z nichž dvě zemřely v dětství. Syn Karel (1862-1930) byl právníkem a radou na ministerstvu obchodu. V roce 1915 upustil od rodového příjmení Miessl a nadále užíval jen jméno von Zeileisen, respektive po zrušení šlechtických titulů v roce 1918 Zeileissen. V další generaci vynikl Karl Zeileissen (1895–1955), který se uplatnil jako diplomat a v letech 1951–1955 byl rakouským velvyslancem ve Švédsku.